# حوزه انتخابیه لاهیجان و سیاهکل
حوزهٔ انتخابیه لاهیجان و سیاهکل یکی از حوزه از حوزه‌های استان گیلان برای انتخابات مجلس شورای اسلامی است. این حوزه به مرکزیت لاهیجان، ۱ نماینده دارد. هم‌اکنون سلمان زارع به عنوان منتخب دوازدهمین دوره مجلس شورای اسلامی برگزیده شده است و از خرداد ۱۴۰۳ به فعالیت خواهد پرداخت.

## نمایندگان ادوار در مجلس شورای ملی و موسسان

### نمایندگان حوزه لاهیجان و سیاهکل در مجلس شورای ملی
- میرزا هادی خان دبیر رسایل لاهیجی (۱)
- بدون نماینده (۲)[۱]
- اسماعیل آیت‌الله‌زاده رشتی (۳)
- سید کاظم سرکشیک‌زاده (اتحاد)(۵)
- محمود رضا (طلوع) (۶٬۷)
- احمد صفاری سالار مؤید (۸٬۹٬۱۰٬۱۱٬۱۲٬۱۳)
- دکتر رضا رادمنش (۱۴)
- حسن ارسنجانی (۱۵) اعتبار نامه وی رد شد[۲]
- غلامحسین ابتهاج (۱۶)
- مهندس شمس‌الدین علمی غروی (۱۷)
- سرتیپ محمدعلی صفاری (۱۸٬۱۹٬۲۰)
- باقر پژند (۲۱)
- علی‌اصغر فیاض فاضلی (۲۲٬۲۳)
- نادر ادیب سمیعی (۲۳)
- دکتر جعفر عادلی رانکوهی (۲۴)
- مهدی آستانه‌ای (دوره ۲۴)

### نمایندگان لاهیجان در مجلس مؤسسان
- دکتر علی امینی (مجلس مؤسسان دوم، ۱۳۲۸ ه. ش)
- علی اکبر تاجر نهاوندی (مجلس مؤسسان اول، ۱۳۰۴ ه. ش)
- محمود رضا (طلوع) (مجلس مؤسسان اول، ۱۳۰۴ ه. ش)
- کاظم صفاری (مجلس مؤسسان دوم)، ۱۳۲۸ ه. ش)
- علی اصغر فیاض فاضلی (مجلس مؤسسان سوم، ۱۳۴۶ ه. ش)

## نمایندگان لاهیجان در مجلس شورای اسلامی
- ارسلان فلاح حجت انصاری (دوره ۱)
- کامل خیرخواه گیلده (دوره ۲ و ۳و ۵)
- بهرام یعقوبی بیجاربنه (دوره ۴)
- یوسف قاسمی گولک (دوره ۸)
- ابوذر ندیمی (دوره ۶ و ۷ و ۹)
- ذبیح نیکفر لیالستانی (دوره ۱۰)
- رسول فرخی میکال (دوره ۱۱)
- سلمان زارع (دوره ۱۲)

## پی‌نوشت و منبع
1. ↑  https://fa.wikisource.org/w/index.php?title=%D9%BE%D8%B1%D9%88%D9%86%D8%AF%D9%87:Doreh_2.pdf&page=7
2. ↑  «بررسی دلایل رد اعتبارنامه دکتر حسن ارسنجانی از حوزه انتخابیّه لاهیجان و لنگرود، در دوره پانزدهم مجلس شورای ملّی/ محمد حسین علیزاده، مجید علیپور». ical.ir. ۲۰۱۳-۱۲-۱۶. دریافت‌شده در ۲۰۱۶-۱۰-۱۸.

- «جدول حوزه‌های انتخابیه در انتخابات دهمین دورهٔ مجلس شورای اسلامی» (PDF). مرکز پژوهش و سنجش افکار صدا و سیما. بایگانی‌شده از اصلی (PDF) در ۵ اكتبر ۲۰۱۸. دریافت‌شده در ۳ اوت ۲۰۱۶. تاریخ وارد شده در |archive-date= را بررسی کنید (کمک)